# Северные Курилы

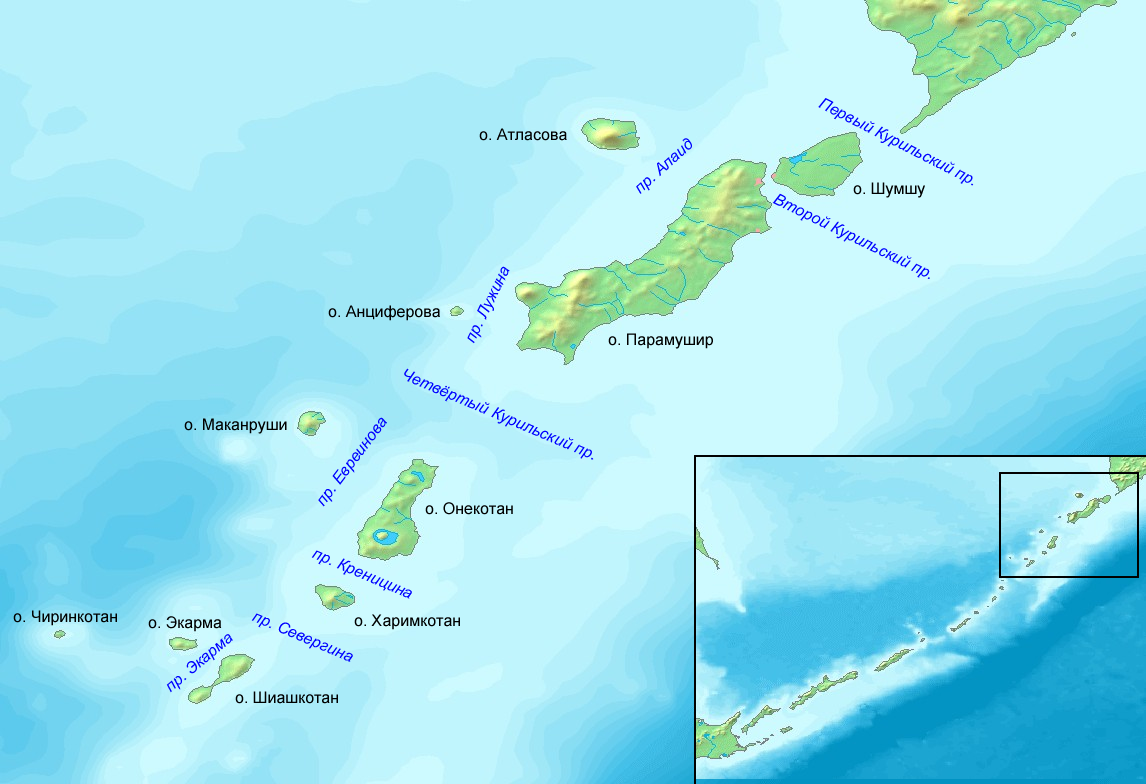
Северные Курилы.

Северные Курилы — условное обозначение северной группы островов Курильского архипелага, объединяемых в научно-исследовательских материалах по принципу наличия общих особенностей географии, геологического строения, климата, а также флоры и фауны.

## Географическое районирование
Представляют отрезок Курильской островной цепи от скальной группы Ловушки и острова Шиашкотана на юге до о. Атласова с вулканом Алаид (высшая точка Курильского архипелага) на севере. Десять островов, протянувшихся по дуге длиной около 300 км, значительно различаются по размерам; их общая площадь 3291 км². Четыре крупнейших острова: Парамушир, Онекотан, Шумшу и Атласова; их суммарная площадь составляет 92% от общей площади 10 северных островов. В составе Северных Курил имеется один не вулканический по происхождению остров Шумшу, но и его покрывает толстый слой пепла соседних курильских и камчатских вулканов.
В геологическом плане блок островов Северных Курил является пограничным, располагаясь в области перехода от Курильской дуги к полуострову Камчатка. Анализ закономерностей распределения землетрясений по типам очаговых подвижек для Северных Курил показывает, что они относятся к наиболее простой и стабильной части Курило-Камчатской сейсмофокальной зоны в пределах островной дуги.

### Соотношение с административным районированием
В японский период (1875—1945) Северные Курилы (от Шумшу на севере до Шиашкотана и Мусира на юге) соответствовали уезду Сюмусю (японское произношение Шумшу яп. 占守郡 в записи по системе Поливанова) в провинции Тисима. Бывшее Сюмусю составляет большую часть ныне существующего Северо-Курильского района, в границы которого входит также часть Средних Курил.

## Флора и фауна
Для северных островов характерен жесткий ветровой режим, а также круглогодично холодные морские воды как на охотоморской, так и на тихоокеанской стороне (Курильское течение). Сумма вегетативных температур низка, хотя климат в целом характеризуется как океанический морской из-за отсутствия сильных морозов зимой. Из-за более крупных размеров островов, а также за счёт взаимодействия с близлежащими Камчаткой и Чукоткой, флора[уточнить] (около 600 видов высших сосудистых растений) и фауна Северных Курил богаче, чем на Средних Курилах, но в два раза беднее чем на Южных. Из-за жестких ветров флора имеет субарктические (на севере) и альпийские (на юге) черты.

## См.также
- Средние Курилы
- Южные Курилы